# منزل تميم

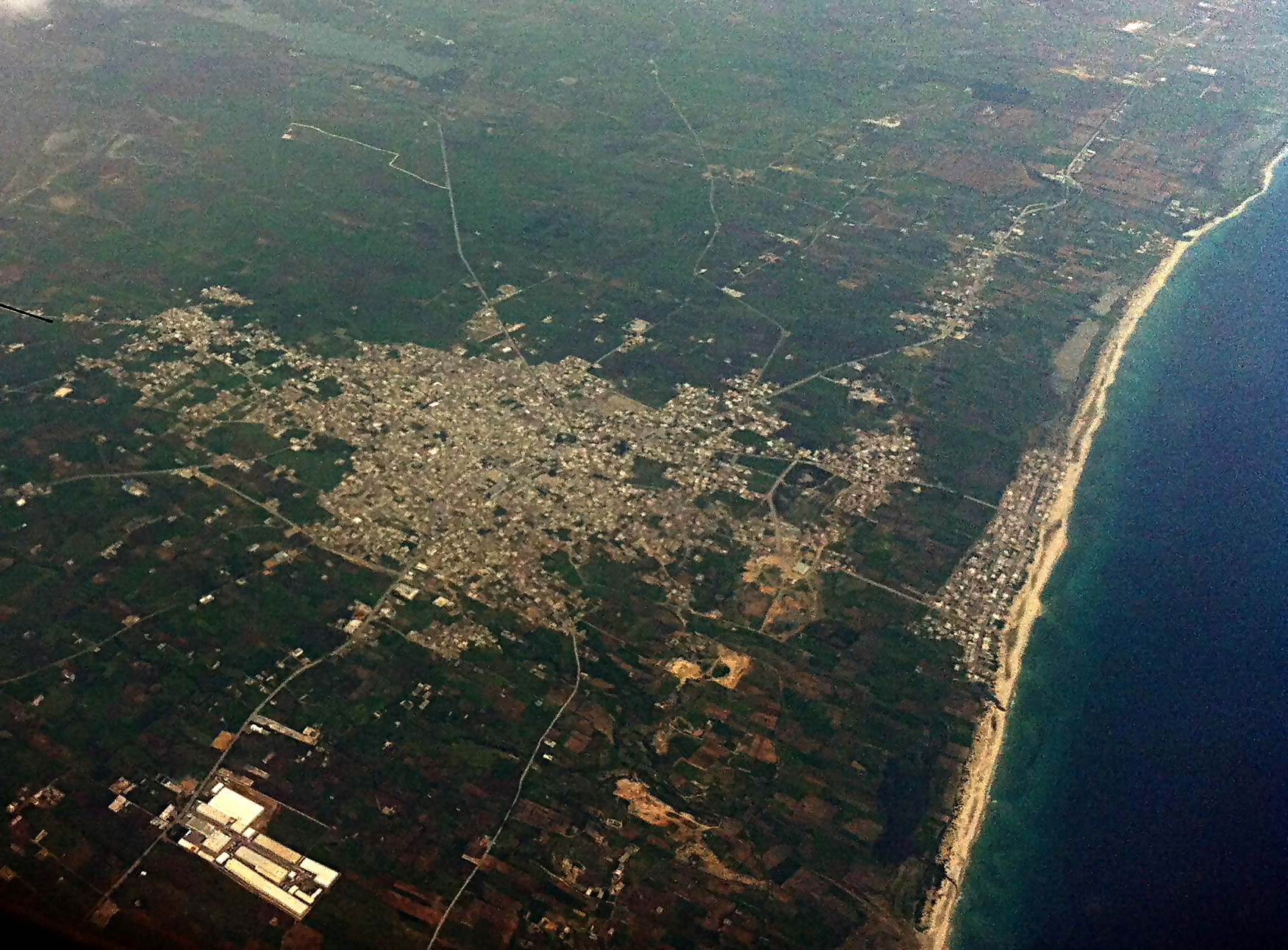
صورة جوية للمدينة.

منزل تميم إحدى مدن الجمهورية التونسية، تقع في ولاية نابل.
تعتبر منزل تميم من المدن العريقة في الحضارة والضاربة جذورها في أعماق التاريخ وهي تقع في الجنوب الشرقي من ولاية نابل التونسية وكانت من مدن المملكة الأغلبية التميمية وعلى هذا سميت بهذا الاسم نسبة لهم.اسسها تميم بن المعز و قد كانت منزل تميم من اهم المدن في العصور القديمة في العهد الروماني و البوني فقد كان يطلق عليها اسم "تافخسيست" حسب ما توافق عليه علماء التاريخ في تونس و بطبيعة الحال هذا ليس مؤكد نظرا لقدم المدينة و عراقتها و نلاحظ ذلك خاصة من الاثار و المعالم الأثرية المنتصبة في منزل تميم كالمقبرة البونيقية الموجودة على هضبة سيدي سالم المطلة على البحر و هي مجموعة من المقابرة المحفورة في الصخور و تعرف بإسم الحوانيت و غيرها من الاثار الأخرى الموجودة داخل قرى و احواز المدينة
و تحتل منزل تميم نقطة الوسط بين كل من قربة وقليبية والهوارية.و تبعد على العاصمة تونس حوالي 73 كم أي قرابة ساعة و نصف و حتى أقل 
و منزل تميم هذه الجوهرة المنتصبة في قلب تونس تختص بموقع جغرافي ممتاز وتحتل مركزا اقتصاديا هاما، جعلها تستقطب جميع سكان تونس لحاجتهم الأكيدة لبعض الإدارات الموجودة أو لقضاء شؤونهم في سوقها الأسبوعية الشهيرة أو للتعلم في فرعها الزيتوني. وتعتبر منزل تميم من المدن المتطورة والشاسعة و الكبيرة نظرا لكبر مساحتها زد على ذلك استقطابها لعديد الزوار خاصة في الصيف للتمتع بجمال المدينة و خاصة سحر شواطئها الزرقاء الذي يعتبر من اهم و اجمل الشواطئ في ولاية نابل و أيضا يزورها العديد للسياحة الطبية خاصة مع وجود مستشفى جهوي و العديد من المستشفيات الأخرى و المصحات الخاصة و الكثير من الأطباء المختصين في العديد من الامراض مما يجعلها مميزة عن غيرها من المناطق الأخرى و تصنيفها كمدينة هامة في شمال ولاية نابل 
و كذلك أريافها الواسعة الجميلة وإنتاجها الفلاحي الغزير باعتبار أن 80 ٪ من سكانها يمارسون الفلاحة التي هي من أبرز مواردهم. كما تتميز بإنتاجها الكبير من اللحوم الحمراء و البيضاء و انتاجها الكبير من الخضر خاصة الفلفل و الطماطم في الصيف و البقول و خاصة التوابل حيث تعتبر اهم منطقة منتجة التوابل في الجمهورية التونسية  
هذا الى جانب تطور المجال الصناعي الأقتصادي بمنزل تميم خاصة مع تطور الصناعة و ووجود عدة مصانع منتجة في عديد المجالات المنتصبة في المنطقة الصناعية بمنزل تميم مما يجعلها منطقة جالبة لليد العاملة من عديد المعتمديات المجاورة على غرار قليبية و الميدة .... اذ تحتل منزل تميم اكبر مصنع في ولاية نابل و من أكبر المصانع بتونس 
و منزل تميم هذه الجميلة الساحرة كانت وما تزال عاصمة الوطن القبلي في الثقافة والمعرفة، وإذا ذكر التونسيون «دخلة المعاوين» تبادر إلى ذهنهم منزل تميم التي اشتهرت بفرعها الزيتوني الذي تأسس سنة 1949 وهو المنارة التي أضاءت كامل جهة الوطن القبلي لأن خريجيها لا يدخلون تحت حصر حيث يوجد من بينهم الفقيه الورع والعالم والشاعر والأديب، ويمكن القول بأن معظم رجالات التربية والتعليم وأغلب الحكام والقضاة وضباط الشرطة المتواجدين على ساحة الوطن القبلي هم من خريجي الفرع الزيتوني بمنزل تميم أو من معهدها الثانوي الذي يعتبر أول معهد يقع تشييده بتونس بلا منازع.
و هذه الأرض الطيبة لمنزل تميم الزاهرة قد أنجبت عظماء الرجال من أمثال العلامة الشيخ إسماعيل التميمي صاحب الرسالة المشهورة في «الرد على الوهابية» والعلامة الشيخ معاوية التميمي «إمام جامع باريس» وأستاذ العالم البحر الشيخ الفاضل بن عاشور التميمي و أيضا لا ننسى الملقب بشحرور الخضراء المرحوم ،الفنان يوسف التميمي المعروف بجمال صوته و نقائه

## أعلام
- محمود التونسي
- وسام حمام

### مواضيع ذات علاقة
- ولاية نابل. وهي تقع على الساحل في ولاية نابل